# خوان سيبايوس
خوان سيبايوس (بالإسبانية: Juan Carlos Ceballos) (7 أبريل 1983 ببرشلونة في إسبانيا - ) هو لاعب كرة قدم إسباني في مركز الدفاع. شارك مع منتخب إسبانيا تحت 17 سنة لكرة القدم ومنتخب إسبانيا تحت 19 سنة لكرة القدم ومنتخب إسبانيا تحت 20 سنة لكرة القدم. أما مع النوادي، فقد لعب مع راسينغ فيرول وسيوداد دي مورسيا ونادي بادالونا ونادي قادش ونادي قرطبة ونادي كارتاخينا ونادي ليفانتي وإسبانيول ب وAtlético Levante UD ‏.

## وصلات خارجية
- خوان سيبايوس على موقع قاعدة بيانات كرة القدم.إي يو (الإنجليزية)
- خوان سيبايوس على موقع Soccerway.com (الإنجليزية)